# الحميراءآل مسعود (لودر)

تعديل مصدري - تعديل

الحميراءآل مسعود هي إحدى قرى عزلة زارة بمديرية لودر التابعة لمحافظة أبين، بلغ تعداد سكانها 375 نسمة حسب تعداد اليمن لعام 2004.